# 日本プロセス
日本プロセス株式会社（にほんプロセス、英: Japan Process Development Co., Ltd.）は、東京都品川区大崎に本社を置き、ソフトウェア開発を中心とする独立系の日本の企業である。
東京都の他、神奈川県、茨城県に拠点を有する。

## 概要
事業はコンピュータ・ソフトウェアを中心とした業務サービス全般である。コンサルティングからシステム開発、保守サービス、運用までサービスは広範囲にわたる。
主軸となるソフトウェア開発ではOSなどのシステムソフトウェアをはじめ、制御系システムや通信系、交通、流通、情報、金融、宇宙等々、多岐にわたるシステム開発を行っている。
日立製作所・東芝との取引が多い。

## 沿革
- 1967年 東京都大田区において日本プロセスコンサルタント株式会社を創立
- 1971年 商号を日本プロセス株式会社に変更
- 1975年 青梅事業所開設
- 1977年 日立事業所開設
- 1980年 府中事業所開設
- 1981年 名古屋事業所開設
- 1982年 富士見高原に保養所開設
- 1988年 富士見高原に新研修所開設
- 1989年 那須高原に保養所開設
- 1992年 株式を日本証券業協会に店頭上場
- 1994年 大森事業所開設
- 2000年 川崎事業所開設
- 2001年 三島事業所開設
- 2004年 川崎事業所を京浜事業所に改称
- 2004年 大森事業所を京浜事業所に統合
- 2004年 本社事務所を東京都港区に移転
- 2006年 府中事業所を青梅事業所と京浜事業所に統合
- 2007年 青梅事業所を東京都立川市に移転、立川事業所に改称
- 2008年 中国(大連)現地法人設立
- 2010年 ジャスダック証券取引所と大阪証券取引所の合併に伴い、大阪証券取引所ＪＡＳＤＡＱに上場
- 2010年 横浜事業所を神奈川県横浜市戸塚区に開設
- 2013年 立川事業所を京浜事業所に統合
- 2013年 大阪証券取引所と東京証券取引所の合併に伴い、東京証券取引所ＪＡＳＤＡＱに上場
- 2017年 勝田事業所を茨城県ひたちなか市に開設
- 2018年 (株)アルゴリズム研究所を完全子会社化
- 2020年 本社の入っていた世界貿易センタービルディング取り壊しに伴い、ゲートシティ大崎に本社移転。
- 2021年 (株)アルゴリズム研究所を吸収合併

## グループ会社
- 大連艾普迪科技有限公司（100%出資連結子会社）